# Martha Vickers
Martha Vickers (ur. 28 maja 1925 w Ann Arbor, zm. 2 listopada 1971 w Los Angeles) – amerykańska aktorka.

## Wybrana filmografia
- 1943: Frankenstein spotyka Człowieka Wilka
- 1943: Captive Wild Woman
- 1944: Duch mumii
- 1946: Wielki sen